# 甚平

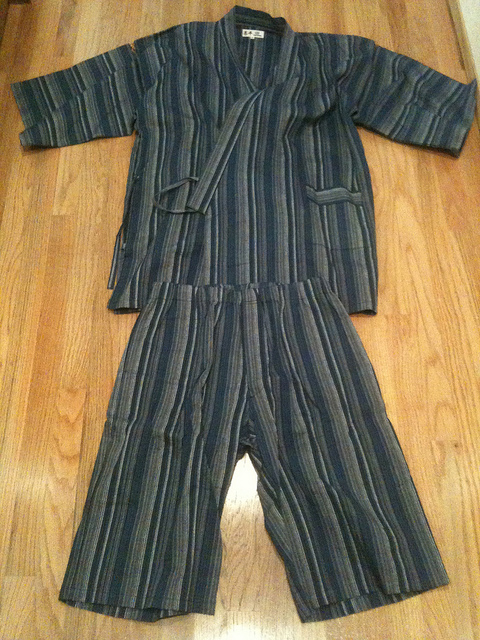
甚平

甚平（日语：／ Jinbei）是一種和服便服，於現代通常為男性或是兒童在夏天所穿著的家居服。《甚兵衛》一書有提到這種服飾。
甚平是「甚兵衛羽織」的略稱，有一種說法是起源自「名為甚兵衛的人穿著的服裝」，也有說是江戶末期的平民所穿著的「無袖短外罩」（袖無し羽織）。由於形式上類似武術家所穿著的 （穿在鎧甲之外的無袖外罩），後者的說法可能性較高。根據故老的說法，在大阪這種無束口的筒袖於大正時代成為普及。
甚平長度及臀，袖口無袖束，並且在領衿尾與腰部固定的地方，附有繫帶。繫結的地方，右側在外，左側在內，與一般和服交領右衽的穿著方式相同。現今的甚平是搭配有成套的短褲。不過，直到昭和40年（1965年）左右之前，甚平只是長度及膝的上衣。
傳統的甚平是由棉或是麻布料製成的單衣，兩側腋下開有稱為的細縫。袖子為五分長或是七分長的筒袖，袖口平且開口大。衣領為一般的細領，不若衽那麼粗。因為有繩結固定，並不需要穿著腰帶。由於自袖子到全身都相當的通風涼爽舒適，適合夏季作為家居服之用。而在夏日的慶典中，甚平也常作為男性所穿著的服飾。
今日，甚平也常被當作是睡衣穿著。同時現今的甚平也有以其他的布料製成，並印有特別的圖案。另外，也有以甚平作為工作服之用。